# Autoridade de Turismo do Qatar
A Autoridade de Turismo do Qatar (QTA)(em árabe:  الهيئة العامة للسياحة, em inglês:   Qatar Tourism Authority), integrante do Governo do Qatar, é uma organização nacional responsável pela formulação e administração das regras, regulamentos e leis relativas ao desenvolvimento e promoção do turismo no Qatar.  Este ministério é responsável pelas atrações turísticas e acomodações para viajantes, para expandir e diversificar a indústria do turismo do Qatar, bem como reforçar o papel do turismo no PIB do país e seu desenvolvimento social e crescimento futuros.
O trabalho da QTA é orientado pela Estratégia do Setor de Turismo Nacional do Qatar 2030 (QNTSS), publicada em fevereiro de 2014, para estabelecer um plano para o desenvolvimento futuro da indústria.[4]

## Isenções de visto
Os cidadãos dos países do Conselho de Cooperação do Golfo (Bahrein, Kuwait, Omã, Arábia Saudita, Emirados Árabes Unidos) não necessitam de visto para entrar no Qatar.[carece de fontes?]

## Vistos para visitantes
Os cidadãos dos 34 países relacionados abaixo não precisam solicitar visto antecipadamente e podem obter isenção de visto na chegada ao Qatar. A isenção é válida por 180 dias a partir da data de emissão e dá ao portador o direito de permanecer até 90 dias no Qatar, em uma única viagem ou em várias viagens.
| 1. Áustria 2. Bahamas 3. Bélgica 4. Bulgária 5. Croácia 6. Chipre 7. República Tcheca 8. Dinamarca 9. Estônia 10. Finlândia 11. França 12. Alemanha | 13. Grécia 14. Hungria 15. Islândia 16. Itália 17. Lituânia 18. Liechtenstein 19. Lituânia 20. Luxemburgo 21. Malásia 22. Malta 23. Países Baixos 24. Noruega | 25. Polônia 26. Portugal 27. Romênia 28. Seychelles 29. Eslováquia 30. Eslovênia 31. Espanha 32. Suécia 33. Suíça 34. Turquia |

Os cidadãos dos 46 países relacionados abaixo não precisam solicitar visto antecipadamente e podem obter isenção de visto na chegada ao Qatar. A isenção será válida por 30 dias a partir da data de emissão e dá ao portador o direito de permanecer até 30 dias no Qatar, em uma única viagem ou em várias viagens. Esta isenção pode ser estendida por mais 30 dias.
| 1. Andorra 2. Argentina 3. Austrália 4. Azerbaijão 5. Bielorússia 6. Bolívia 7. Brasil 8. Brunei 9. Canadá 10. Chile 11. China 12. Colômbia 13. Costa Rica 14. Cuba 15. Equador 16. Geórgia | 17. Guiana 18. Hong Kong 19. Índia 20. Indonésia 21. Irlanda 22. Japão 23. Cazaquistão 24. Líbano 25. Macedônia 26. Maldivas 27. México 28. Moldávia 29. Mônaco 30. Nova Zelândia 31. Panamá 32. Paraguai | 33. Peru 34. Rússia 35. San Marino 36. Cingapura 37. África do Sul 38. Coreia do Sul 39. Suriname 40. Tailândia 41. Ucrânia 42. Reino Unido 43. Estados Unidos 44. Uruguai 45. Cidade do Vaticano 46. Venezuela |

## Visto turístico para o Qatar
Os visitantes para o Qatar que viajem por qualquer empresa aérea podem se inscrever on-line para um Visto turístico para o Qatar. Para enviar uma solicitação, os visitantes devem:
- Preencher um formulário on-line
- Fazer o upload dos documentos necessários (incluindo cópias digitalizadas do passaporte e de fotografias pessoais)
- Fornecer informações de reserva da companhia aérea
- Fazer um pagamento on-line usando um cartão de crédito válido

Os visitantes que viajam ao Qatar pela Qatar Airways, podem se inscrever para o processo de obtenção de Visto turístico para o Qatar Tourist, para o passageiro e todos os acompanhantes que constarem da mesma reserva.

## Visto de trânsito do Qatar
Os passageiros de todas as nacionalidades que estejam em trânsito pelo Qatar e voem pela Qatar Airways estão qualificados a se inscrever no processo para obtenção de um Visto de Trânsito gratuito com validade de 96 horas. Entretanto, há determinados termos e condições aplicáveis, uma vez que os vistos são emitidos somente a critério do Ministério do Interior do Qatar.

## Visto de visita de residente GCC
Os residentes em países-membros do Conselho de Cooperação do Golfo que ocuparem cargos nas profissões aprovadas e seus acompanhantes podem obter o Visto de visita de residente GCC na chegada ao Qatar. Este visto de entrada única, que pode ser obtido mediante o pagamento de uma taxa de 100 QAR por cartão de crédito, é válido por 30 dias e pode ser renovado por mais três meses. Os visitantes que desejarem dispor deste regime de visto podem ser convidados a apresentar a documentação oficial que declara a sua profissão na chegada ao Qatar.